# Čechynce
Čechynce (in ungherese Nyitracsehi) è un comune della Slovacchia facente parte del distretto di Nitra, nella regione omonima.